# Hemiphileurus jamaicensis
Hemiphileurus jamaicensis är en skalbaggsart som beskrevs av Henry Fuller Howden 1970. Hemiphileurus jamaicensis ingår i släktet Hemiphileurus och familjen Dynastidae. Inga underarter finns listade i Catalogue of Life.